# Byblos
Byblos (arab. جبيل, Dżubajl, dialekt libański: Dżbejl; fen. Gebal; asyr. Gubla) – miasto w środkowym Libanie na wybrzeżu Morza Śródziemnego, centrum administracyjne dystryktu Kada Dżubajl.
Liczy około 21 tys. mieszkańców (2006), głównie maronitów, istnieje też mniejszość szyicka.
Stałe osadnictwo istnieje tu od 8000 lat, co czyni Byblos jednym z najdłużej nieprzerwanie zamieszkałych miast na świecie.

## Historia
Miejsce to stale zamieszkane od czasów neolitycznych, przez tysiąclecia ściśle związane jest z legendami i historią obszaru śródziemnomorskiego. Byblos jest też bezpośrednio łączone z powstaniem i upowszechnieniem alfabetu fenickiego, podłoża współczesnego alfabetu.
Powstało jako osada rybacka w VI tysiącleciu p.n.e. Od III tysiąclecia p.n.e. znane jako wielki fenicki ośrodek handlowy, gdzie prowadzono handel cedrem i wapieniami ze starożytnym Egiptem, skąd sprowadzano w zamian m.in. papirus. Greckie słowo byblos oznaczało papirus i stąd nazwa nadana miastu prawdopodobnie przez greckich handlarzy, którzy ściągali do Byblos po ten surowiec. Miasto było też ważnym ośrodkiem religijnym dzięki słynnej w czasach antycznych świątyni Baalat Gubal zbudowanej w IV tysiącleciu p.n.e.
W XXIII wieku p.n.e. zostało podbite przez Amorytów, a w 1725 p.n.e. zajęte przez Hyksosów. W 1580 p.n.e. Egipcjanie podbili Byblos i całe wybrzeże pozwalając miastu na rozwój handlu przez następne stulecia aż do najazdów Ludów Morza w XIII wieku p.n.e.
Od X wieku p.n.e. Byblos było zdobywane przez kolejne imperia – asyryjskie, babilońskie, perskie, greckie Aleksandra Macedońskiego i rzymskie. W 636 roku podbite przez wojska arabskie, a w 1104 przez Krzyżowców. W 1289 zdobyte przez mameluków pod wodzą sułtana Bajbarsa. W XV wieku podbite przez Imperium Osmańskie.

## Zabytki
Na terenie wykopalisk odkryto ślady kolejnych istniejących w tym miejscu cywilizacji, m.in.:
- Neolityczne domostwa – tell na którym poświadczone są warstwy neolityczne z ok. 6600 roku p.n.e., gdzie znajdują się ślady zabudowy w postaci prostokątnych domów o podłogach i ścianach wykonanych z ubitej gliny. Na niniejszym stanowisku odkryto również pochówki w dużych naczyniach.
- Świątynia Baalat Gubal (opiekunki miasta) – zbudowana ok. 2800 p.n.e. była w ciągu dwóch tysięcy lat wielokrotnie przebudowywana. Obecnie widoczna na wzgórzu budowla i pozostałości prowadzącej do niej kolumnady pochodzą z czasów cesarstwa rzymskiego.
- Świątynia w kształcie litery L, pochodząca z 2700 r. p.n.e., z której odkopano fundamenty.
- Świątynia Obelisków z początków II tysiąclecia p.n.e.
- Szybowe groby królewskie z II tysiąclecia p.n.e., których odnaleziono dziewięć. Niektóre z odkrytych w nich sarkofagów znajdują się w Muzeum Narodowym w Bejrucie: wśród nich sarkofag króla Ahirama z napisem wykonanym alfabetem wczesnofenickim (uważany za najstarszy zapis w języku fenickim).
- Studnia królewska znajdująca się w głębokim obniżeniu w centrum wykopalisk, źródło zaopatrywało mieszkańców w wodę od początków zasiedlenia tych terenów aż do końca epoki hellenistycznej.
- Rzymski teatr – częściowo odbudowany.
- Zamek krzyżowców z XII wieku – odbudowany, znajdujący się przy wejściu na teren wykopalisk.
- Katedra św. Jana Chrzciciela, kościół w stylu romańskim z trzema apsydami, którego budowę rozpoczęli krzyżowcy w 1115 r.

## Miasta partnerskie
- Patras, Grecja
- Tripolis, Grecja
- Sparta, Grecja
- Valletta, Malta
- Kadyks, Hiszpania
- Izmir, Turcja
- Wan, Turcja